# Serbisch-Osmanischer Krieg
Der Serbisch-Osmanische Krieg oder auch Serbisch-Türkische Krieg von 1876 bis 1878 war ein Krieg zwischen dem Fürstentum Serbien und dem Osmanischen Reich. Tatsächlich waren es zwei Serbisch-Osmanische Kriege, die aber von der Geschichtsschreibung oftmals als ein einziger Krieg behandelt werden. Parallel zum Serbisch-Osmanischen Krieg gab es gleichzeitig den Montenegrinisch-Osmanischen Krieg und den Russisch-Osmanischen Krieg. Die Kriege gelten mitunter als Beginn der Balkankrise.

## Vorgeschichte

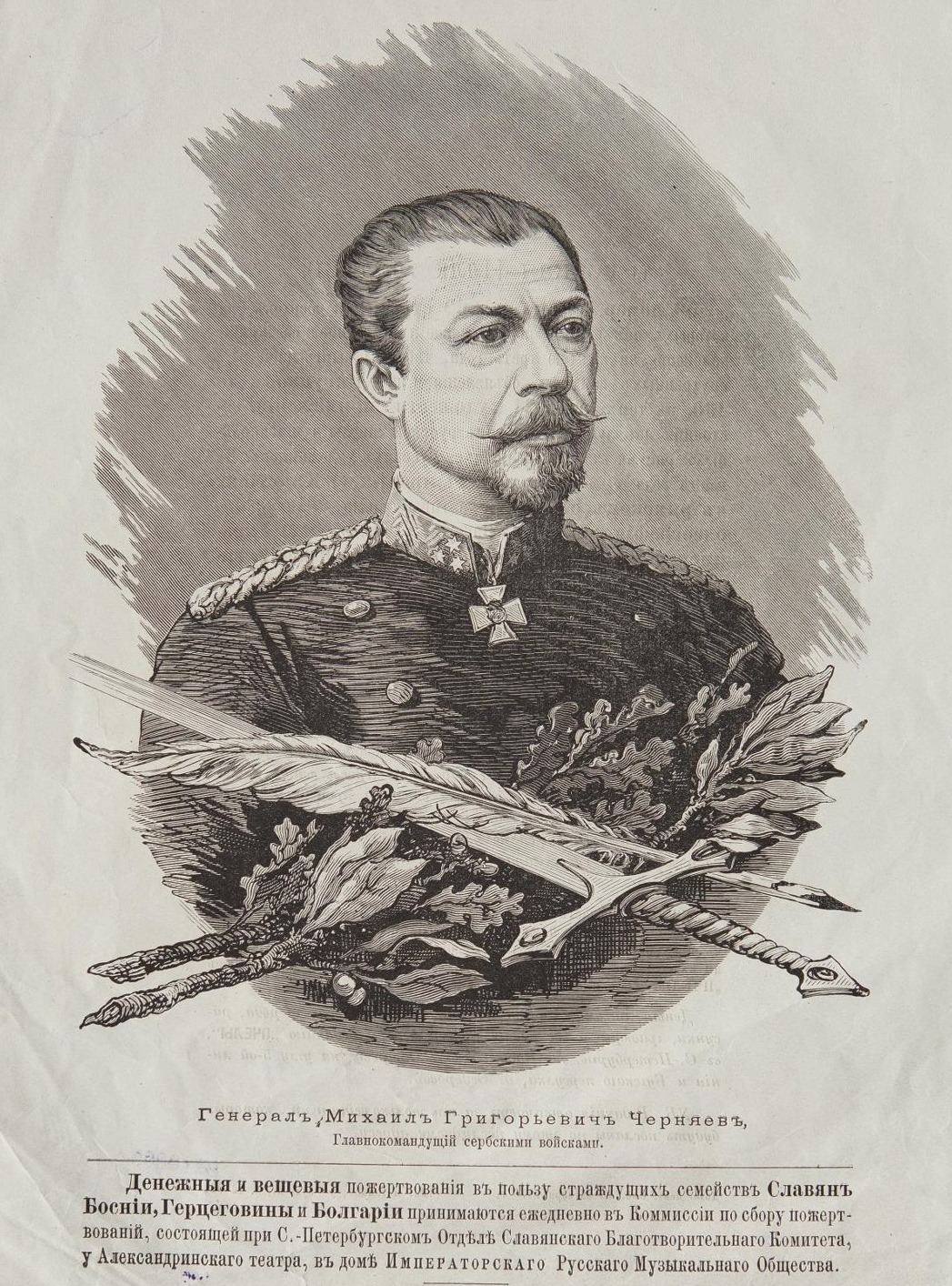
Der russische General Tschernjajew

Nach dem ersten und letztlich erfolgreichen zweiten großorganisierten serbischen Aufstand zu Beginn des 19. Jahrhunderts wurde 1817 das tributpflichtige Fürstentum Serbien innerhalb des osmanischen Reiches gebildet. Ab der Mitte des 19. Jahrhunderts hatte sich das Fürstentum Serbien unter dem Fürsten Mihailo Obrenović gegenüber seiner Suzeränität zum Osmanischen Reich jedoch soweit verselbständigt, dass neue Konflikte nicht zu vermeiden waren. Diese gipfelten 1867, als osmanische Truppen gezwungen waren, ihre letzten Bastionen im Fürstentum aufzugeben, darunter die Festung von Belgrad. Obwohl das Fürstentum Serbien faktisch unabhängig wurde, bekam es keine internationale Anerkennung als souveräner Staat, womit die Beziehungen zum Osmanischen Reich problematisch blieben.
1875 begann in der Herzegowina ein Aufstand gegen das Osmanische Reich, welcher vom Fürstentum Montenegro tatkräftig unterstützt wurde. Gleichzeitig flammten Aufstände auch in Bulgarien auf, das damals ebenfalls vom osmanischen Reich beherrscht wurde. Das Vorgehen der osmanischen Basi Bozuk besonders in Bulgarien (Massaker von Batak) löste eine Welle der Empörung in Europa aus, die unter anderem Victor Hugo in seinem Appell, das bulgarische Volk vor der angeblichen Ausrottung durch die Osmanen zu retten, zum Ausdruck brachte und führte zu einem Hilfeersuchen der herzegowinischen Aufständischen an Russland und Serbien.
In Serbien war die nationale Stimmung einerseits so aufgeladen, dass die serbische Regierung unter Fürst Milan I. das Hilfeersuchen nicht zurückweisen konnte. Andererseits sah die Regierung die Gelegenheit gekommen, sich als souveräner Staat zu positionieren und die internationale Anerkennung zu erlangen, und es wurden zudem Hoffnungen wach, Bosnien und die Herzegowina dem Fürstentum anzugliedern.
Serbien und Montenegro erklärten daraufhin dem Osmanischen Reich den Krieg. Dies löste besonders in Russland eine große Begeisterungswelle aus. 4000 Freiwillige aus russischem Adel und kaiserlicher Armee kamen nach Serbien, Tschaikowski komponierte den Slawischen Marsch (russisch Славянский марш), und der Oberbefehl über die serbischen Streitkräfte wurde dem erfahrenen russischen General Michail Grigorjewitsch Tschernjajew anvertraut.

## Verlauf

### Erster Serbisch-Osmanischer Krieg

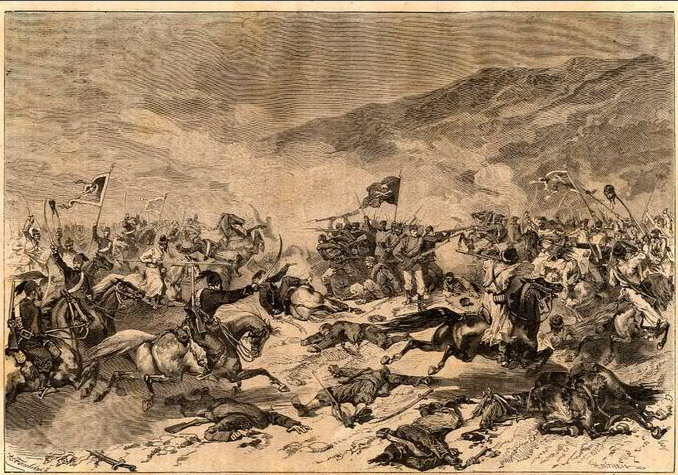
Die serbische Niederlage bei Aleksinac

Der Erste Serbisch-Osmanische Krieg begann am 30. Juni 1876. Die serbische Armee rückte mit etwa 24.000 Soldaten, darunter viele russische und bulgarische Freiwillige, in die Gegend der westlichen Morava vor. In der Schlacht bei Aleksinac und in der Schlacht bei Djunis erlebten die serbischen Streitkräfte gegen die besser ausgerüstete und zahlenmäßig überlegene osmanische Armee mit etwa 33.000 Soldaten jedoch eine schwere Niederlage. Die osmanische Armee brachte fast das gesamte Fürstentum unter ihre Kontrolle. Am 26. August bat Serbien um Waffenstillstand. Auf russischen Druck erklärten sich die Osmanen zu einem Waffenstillstand bereit, stellten aber harte Bedingungen für einen Friedensvertrag. Russland und Großbritannien lehnten diese Forderungen ab und forderten einen Frieden auf Grundlage des Status quo ante. Daraufhin versuchte die Pforte, den erreichten Zustand zu festigen, indem sie auf eine möglichst lange Waffenstillstandsdauer drängten, etwa fünf bis sechs Monate, um sich in den besetzten serbischen Gebieten festzusetzen. Russland riet Serbien, dies abzulehnen, und drohte am 31. Oktober 1876 der Pforte mit Krieg, sollte sie nicht sofort einem einmonatigen Waffenstillstand zustimmen. Die Pforte gab nach und empfing die europäischen Großmächte zu einer Konferenz von Konstantinopel.
Am 1. November 1876 wurde ein Vorfriede geschlossen. Offiziell wurde der Krieg mit dem Konstantinopeler Friedensvertrag vom 28. Februar 1877 beendet. General Tschernjajew verließ verbittert Serbien, da er die unerfahrenen serbischen Soldaten und die serbische Regierung für die Niederlage verantwortlich machte. Serbische Politiker wiederum schoben die Verantwortung auf den Tschechen František Zach, der Begründer der serbischen Militärakademie habe das serbische Offizierskorps nicht richtig ausgebildet. Da Zach zugleich serbischer General und militärischer Berater von König Milan I. war, wurde ihm vorgeworfen, die Modernisierung der osmanischen Armee ignoriert und die serbische Armee leichtsinnig in eine Niederlage getrieben zu haben. Diese Ansicht sollte später revidiert werden, da auch die europäischen Großmächte mit einer osmanischen Niederlage rechneten.
Als die Pforte schließlich weitergehende Forderungen nach umfassenden Strukturreformen in Bosnien und Herzegowina unter Aufsicht der europäischen Großmächte ablehnte, erklärte Russland dem Osmanischen Reich im April 1877 den Krieg, im Juni fielen russisch-rumänische Truppen in Bulgarien ein. Die Intervention russischer Truppen basierte auf der Konvention von Reichstadt vom 8. Juli 1876 zwischen Russland und dem Kaisertum Österreich, wonach unter anderem bei einem serbischen Sieg der größere Teil Bosniens Serbien anerkannt würde, bei einer Niederlage aber Serbien in den Vorkriegsgrenzen belassen werden sollte, während Österreich-Ungarn das Mandat über Bosnien bekäme. Das Abkommen von Reichsstadt führte zu einem noch größeren britisch-russischen Gegensatz in der Orientfrage.

### Zweiter Serbisch-Osmanischer Krieg
Der Zweite Serbisch-Osmanische Krieg dauerte vom 13. Dezember 1877 bis 31. Januar 1878. Dieser Krieg war die Folge des Russisch-Osmanischen Krieges, welcher am 24. April 1877 begonnen hatte. Er begann auf Drängen Russlands, das sich damit eine Entlastung erhoffte, weil die Osmanen stärkeren Widerstand leisteten als angenommen. Dadurch, dass die osmanischen Streitkräfte mit denen Russlands beschäftigt waren, hatten serbische Streitkräfte diesmal mehr Erfolg und besetzten das heutige Ostserbien und die an Serbien damals angrenzenden bulgarischen Herrschaftsgebiete, mit Niš, Vranje und Priština. Eigentlich gab es im Zweiten Serbisch-Osmanischen Krieg nur eine größere militärische Auseinandersetzung zwischen serbischen und osmanischen Truppen bei Sjenica, die zwei Stunden andauerte, und in der die 1. Valjevoer Brigade unter dem Befehl von Živojin Mišić kurzzeitig aufgehalten wurde. Gemäß dem Abkommen von Reichsstadt, das von Russland noch einmal im Budapester Vertrag vom 15. Januar 1877 bestätigt wurde, machte nun Österreich-Ungarn seine Ansprüche auf Bosnien und den Sandschak Novi Pazar geltend, und drohte Serbien mit Krieg, sollte es seine militärischen Operationen in diesen Gebieten nicht einstellen. Vor allem mit den Ansprüchen auf den Sandschak von Novi Pazar wollte Österreich-Ungarn die Wiedervereinigung Serbiens und Montenegros verhindern, und damit Serbien keinen Zugang zum Adriatischen Meer gestatten. Die serbische Armee konnte somit nur entlang der südlichen Morava operieren, wo es zu sporadischen Gefechten mit osmanischen Truppen kam.

## Folgen
Der Frieden von San Stefano beendete am 3. März 1878 offiziell den Russisch-Osmanischen und damit auch den Zweiten Serbisch-Osmanischen Krieg. In den Kriegsjahren kam es zu einem Auseinandertreiben serbischer und russischer Positionen, und Russland gab, zur großen Enttäuschung Serbiens, nun einem großen bulgarischen Staat den Vorzug. Serbien wandte sich aus Enttäuschung über die neue russische Bulgarienpolitik dem Kaiserhaus Österreich als Verbündeten zu, was zum serbisch-bulgarischen Gegensatz und der endgültigen Teilung der Balkanhalbinsel in zwei Interessenssphären, einer österreichischen und einer russischen, führte.